# TRACE
Pour les articles homonymes, voir trace.

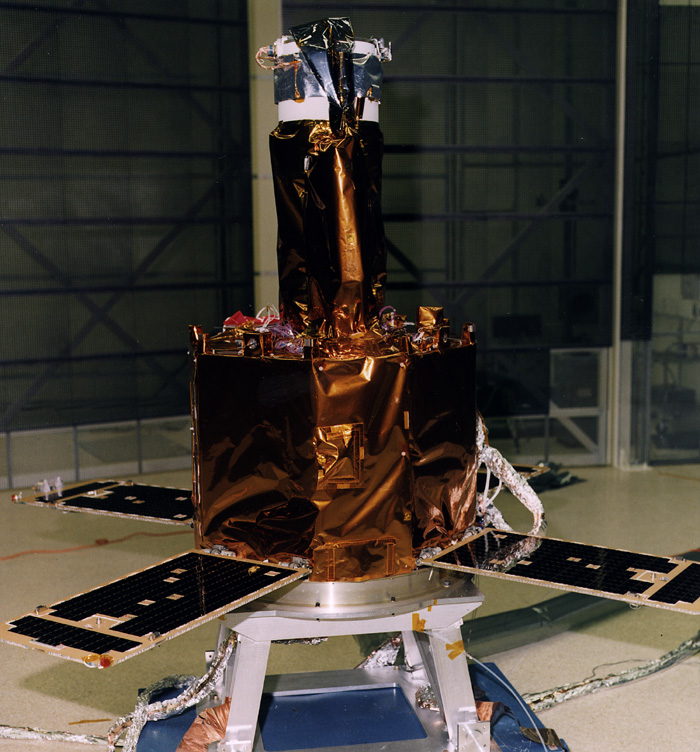
TRACE en salle blanche.

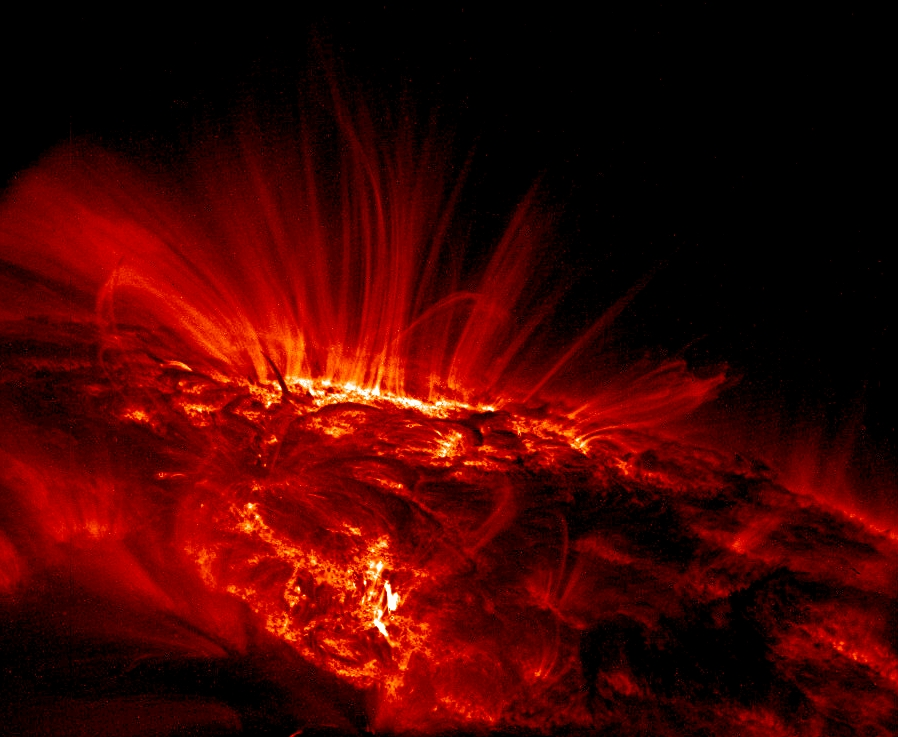
Image d'une tache solaire obtenue par TRACE.

TRACE (Transition Region And Coronal Explorer) est un télescope spatial développé par le Centre de vol spatial Goddard, établissement de la NASA, avec pour objectif de réaliser des photos de la  couronne et de Région de transition du Soleil avec une résolution angulaire et temporelle élevée. Le télescope, mis en orbite en avril 1998, a fonctionné durant 12 ans (fin de la mission en 21 juin 2010) en fournissant des millions d'images et a fait l'objet de plus 1000 publications scientifiques. De nombreux détails de la structure fine de la couronne solaire ont été observés pour la première fois.

## Contexte
TRACE est une des premières missions du programme Explorer développée en appliquant la stratégie « faster, better, cheaper » (plus vite, mieux, moins cher) mise en place par l'administrateur de la NASA de l'époque Dan Goldin.  Le satellite est conçu, fabriqué et testé en moins de quatre ans et il est lancé seulement 1 mois après la date prévue initialement. La construction de TRACE est assurée par le Centre de vol spatial Goddard chargé du programme Explorer. L'instrument est développé par un consortium emmené par le Lockheed Martin Solar and Astrophysics Laboratory (LMSAL) de Palo Alto en Californie. TRACE est le premier observatoire solaire réalisé par la NASA depuis SolarMax mis en orbite en 1980. Ses observations sont complémentaires de l'observatoire européen SoHO (qui comprend une participation instrumentale américaine) lancé 3 ans plus tôt en 1995 mais qui, contrairement à TRACE, équipé uniquement d'un télescope, emporte une vaste gamme d'instruments. Le télescope de TRACE permet de prendre des images détaillées de portions de la photosphère, de la région de transition et de la couronne solaire avec une résolution spatiale 10 à 25 fois meilleure que celle de SoHO tandis que ce dernier fournit des images et des spectres électromagnétiques sur une région s'étendant à 30 rayons solaires. Ensemble les deux observatoires solaires permettent d'effectuer des mesures de tous les régimes de température de l'atmosphère solaire sous forme de photos et de spectres électromagnétiques.

## Objectifs de la mission
TRACE doit permettre pour la première fois d'observer la région de transition solaire et la couronne solaire  durant la phase d'activité solaire croissante jusqu'à son point culminant. Les données recueillies doivent permettre de comprendre les variations de l'activité solaire en étudiant les interactions  entre le champ magnétique du Soleil observé à petite échelle et la structure à grande échelle du plasma de la couronne solaire. À cet effet TRACE réalise des images haute résolution de la photosphère et de la région de transition vers la couronne. TRACE doit en particulier étudier les phénomènes suivants : le confinement du plasma, le chauffage du plasma et les éruptions solaires :
- le Soleil est une énorme boule de plasma, c'est-à-dire de gaz dans lesquels les électrons se sont détachés des noyaux des atomes sous l'effet de la chaleur. de gigantesques boucles de plasma se formant dans la couronne solaire s'étendent sur des centaines de milliers de kilomètres et peuvent durer des semaines, voire des mois. À l'époque de la conception de la mission les chercheurs émettent l'hypothèse que des perturbations du champ magnétique du Soleil sont à l'origine de ces formations. TRACE doit permettre de mieux comprendre quelles sont les forces susceptibles d'être responsables des boucles coronales.
- un des phénomènes les plus étranges se produisant à la surface du Soleil est le réchauffement du plasma. De manière contre-intuitive sa température augmente fortement lorsqu'on s'éloigne du Soleil donc de la source de son chauffage. La température à la surface du Soleil est de 5000 kelvin, mais elle passe à 2 millions de kelvin à 100 000 kilomètres de la surface dans la couronne solaire. Les scientifiques émettent l'hypothèse que l'origine de cette élévation de la température est également liée au champ magnétique et TRACE doit collecter des données permettant d'expliquer cette augmentation de température.
- une éruption solaire est la libération soudaine d'énergie à la surface du Soleil. Bien qu'elle ne se traduise pas par des changements visibles dans la luminosité du Soleil, elle peut avoir un effet sur l'activité à la surface de la Terre : l'énergie libérée peut en effet fortement perturber les systèmes de communications sur Terre. Les spécialistes du Soleil pensent que ces éruptions sont également liées au champ magnétique du Soleil et TRACE doit rechercher des indices montrant la relation entre les éruptions solaires et le champ magnétique du Soleil.

## Caractéristiques techniques
TRACE est un petit  engin spatial d'une masse de 250 kg construit autour d'une structure tubulaire en aluminium riveté. Haut de 2 mètres son diamètre maximum est de 1 mètre. Il est stabilisé 3 axes à l'aide de 4 roues de réaction et de magnéto-coupleurs. L'attitude du télescope spatial est déterminée à l'aide de deux gyroscopes à deux axes, un capteur solaire numérique, six capteurs solaires grossiers, un magnétomètre trois axes complété par le recours à petit télescope annexe de  utilisant des étoiles guides. L'énergie est fournie par quatre panneaux solaires comportant des cellules photovoltaïques GaAs d'une superficie totale de 2 m² qui sont déployés en orbite et produisent 220 watts. L'énergie est stockée dans une batterie nickel-cadmium de 9 Ah.  Les communications sont réalisées en bande S avec un débit sur la liaison montante de 2 kilobits par seconde et sur la liaison descendante de 2,25 mégabits par seconde. L'ordinateur embarqué utilise un microprocesseur 80386/80387 et dispose d'enregistreur à semi-conducteurs de 350 mégabits.

## Instrument
Le seul instrument de TRACE est un télescope d'un diamètre de 30 cm. Le détecteur de type CCD comporte 1024 × 1024 pixels et le champ de vue 8,5 minutes d'arc. La résolution spatiale est de 1 seconde d'arc. L'image est stabilisée avec une précision de 0,1 seconde d'arc. Son domaine de longueur d'onde va du visible à l'ultra-violet lointain. Des filtres mobiles sont positionnés pour observer à la demande une partie du spectre correspondant aux températures de plasma comprises entre 4000 et 4 millions de kelvins : en lumière visible les longueurs d'onde comprises entre 1700–10000 Å), en ultraviolet proche les longueurs d'onde  1216 Å, 1550~1600 Å et 1700 Å et en ultraviolet lointain les longueurs d'onde 171 Å, 195 Å et 284 Å.
| Domaine              | Longueurs d'onde ångströms | Largeur de la bande observée ångströms | Éléments observés   | Température x 1000 kelvin |
| -------------------- | -------------------------- | -------------------------------------- | ------------------- | ------------------------- |
| Lumière visible      | 5000                       | Étendue                                | Continuum           | 4-6,4                     |
| Ultraviolet proche   | 1700                       | 200                                    | Continuum           | 4-10                      |
| Ultraviolet proche   | 1600                       | 275                                    | CI, FeII, continuum | 4-10                      |
| Ultraviolet proche   | 1550                       | 20                                     | CIV                 | 60-250                    |
| Ultraviolet proche   | 1216                       | 84                                     | HI Ly-α             | 10-30                     |
| Ultraviolet lointain | 173                        | 6,4                                    | Fe IX               | 160-2000                  |
| Ultraviolet lointain | 195                        | 6,5                                    | Fe XII              | 500-2000                  |
| Ultraviolet lointain | 284                        | 10,7                                   | Fe XV               | 1250-4000                 |

L'instrument dérive en grande partie du prototype de télescope en ultraviolet lointain NIXT lancé par une fusée-sonde en 1989 et qui effectua plusieurs vols au début des années 1990. TRACE reprend également des éléments de l'instrument MDI de SoHO lancé en 1995 (CCD, système de stabilisation de l'image, ordinateur et logiciel de traitement des données. Enfin le logiciel chargé de gérer, traiter, compresser et cataloguer les images développés pour l'observatoire spatial japonais Yohkoh lancé en 1991. La réutilisation de tous ces éléments a permis de développer l'instrument avec l'enveloppe budgétaire très réduite disponible pour une mission SMEX du programme Explorer.  

## Déroulement de la mission
TRACE est mis en orbite par le lanceur aéroporté Pegasus-XL le 2 avril 1998. L'avion porteur L-1011 largue la fusée au-dessus de la côte de Californie centrale. Le satellite est placé sur une orbite héliocentrique de 602 x 652 km avec une inclinaison orbitale de 97,8° et une périodicité orbitale de 96 minutes. L'orbite retenue permet d'observer le Soleil sans interruption. La mission primaire a une durée de 1 an, mais elle est prolongée à plusieurs reprises. En 2007 elle est prolongée jusqu'en 2009 pour permettre l'étalonnage de la mission Solar Dynamics Observatory qui doit poursuivre ses observations de la couronne solaire dans l'ultraviolet avec un instrument plus puissant. La mission s'achève le 21 juin 2010 12 ans après son lancement.

## Résultats

Photos du Soleil réalisées par TRACE
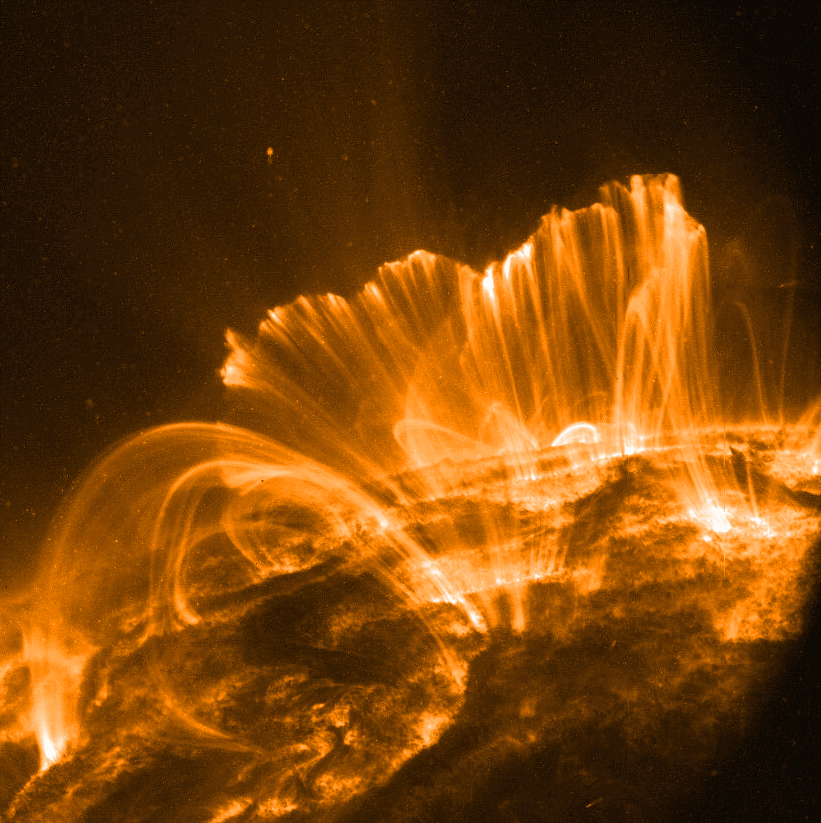
Éruption solaire.
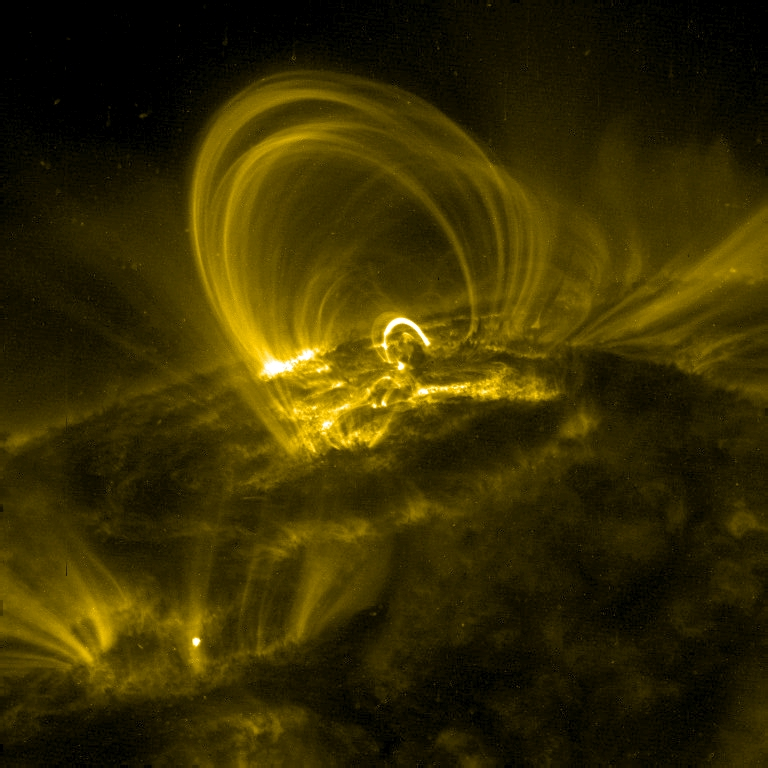
Boucle magnétique. Sa température est d'environ 10 millions de degrés Celsius.
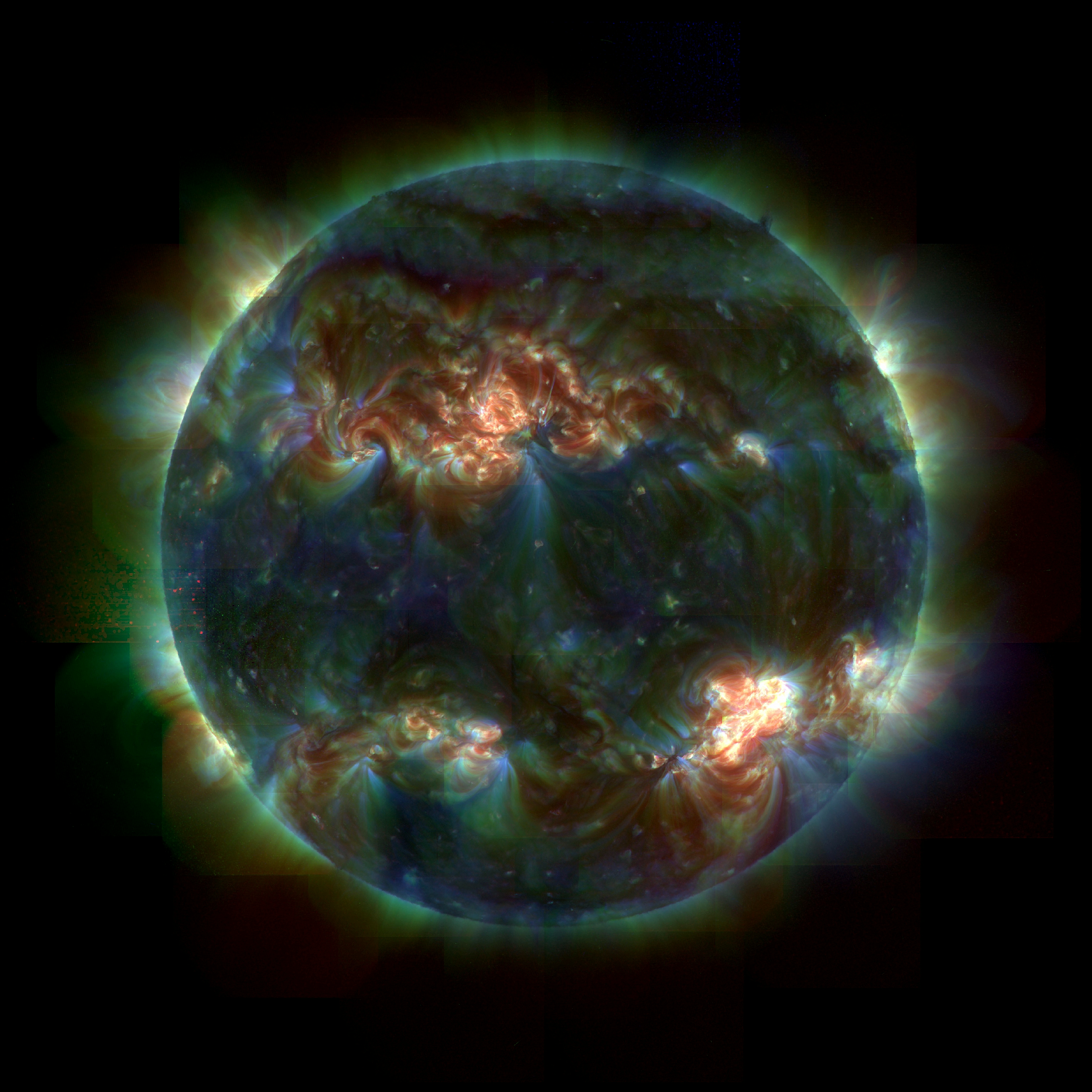
Assemblage de photos de la couronne solaire prises dans plusieurs longueurs d'onde de l'ultraviolet lointain : bleu (171 A), vert (196 A) et rouge (284 A) correspondant respectivement à des plasmas d'une température respectivement de 1, 1,5 et 2 millions de degrés Celsius.